# Ojie Edoburun
Ojie Edoburun (Reino Unido, 2 de junio de 1996) es un atleta británico especializado en la prueba de 100 m, en la que consiguió ser subcampeón mundial juvenil en 2013.

## Carrera deportiva
En el Campeonato Mundial Juvenil de Atletismo de 2013 ganó la medalla de plata en los 100 metros, con un tiempo de 10.35 segundos, llegando a meta tras el chino Mo Youxue (oro también con 10.35 segundos) y por delante del cubano Reynier Mena (bronce con 10.37 segundos).